# Ehrenfried Günther Freiherr von Hünefeld
Ehrenfried Günther Freiherr von Hünefeld (født 1. maj 1892, død 5. februar 1929) var en tysk flyvepioner og initiativtager til den første transatlantiske flyvning fra øst til vest. 

## Biografi
Hünefeld blev født i Königsberg i Østpreussen, nær byen Preußisch Eylau, hvor han voksede op. Han var blind på det venstre øje og nærsynet på det højre, og hans barndom var præget af alvorlige helbredsproblemer. Han afsluttede skolegang i Berlin og studerede herefter ved Berlins Universitet, hvor han kom i kontakt med tyske flyvepionerer ved Flugplatz Johannisthal. Ved 1. verdenskrigs udbrud meldte han sig til det tyske flyvevåben, men blev kasseret som følge af dårligt helbred. Han meldte sig herefter til tjeneste som motorcyklist og blev såret i september 1914 i Flandern, hvilket første til, at hans venstre ben blev kortere end det andet. 
Som følge af de fysiske handicap kunne han ikke vende tilbage til tjenesten, hvorfor han i stedet gjorde tjeneste ved diplomatiet. Han blev udstationeret i Sofia, Konstantinopel og som kejserlig vicekonsul i Nederlandene. Ved afslutningen af 1. verdenskrig blev han i Haag i halvandet år som medarbejder for den tyske kronprins Wilhelm, inden han vendte tilbage til Tyskland, hvor han blev talsmand for det store tyske rederi Norddeutscher Lloyd i Bremen.

### Transatlantisk flyvning
Efter Charles Lindbergh havde fløjet over Atlanten fra vest mod øst i maj 1927, var idéen om at flyve den modsatte vej i ét stræk blevet mere og mere populær. Det er mere vanskeligt at flyve fra øst til vest på grund af modvind på turen. I 1927 købte Hünefeld to Junkers W 33-fly fra flyproducenten Junkers i Dessau. Han opkaldte flyene efter Norddeutscher Lloyds flagskibe SS Bremen og SS Europa. Planerne blev støttet af Hugo Junkers og Hermann Köhl, en pilot fra 1. verdenskrig og chef for Deutsche Luft Hansas afdeling for natflyvninger. 
Efter en række testflyvninger, hvorunder der bl.a. blev sat rekord for længste flyvetid, fløj Hünefeld og Köhl til Baldonnel i Irland, hvor de mødte ireren James C. Fitzmaurice, der var kommandant i Irish Air Corps. Den 12. april forlod de tre piloter Baldonnel med flyet Bremen med kurs mod New York. Efter at have krydset Atlanterhavet landede de med flyet på Greenly Island på den sydlige kyst af Labradorhalvøen i Canada efter 37 timers flyvning. Selv om de ikke havde nået det planlagte mål, havde de som de første krydset Atlanten fra øst mod vest. Ved lov af den 2. maj 1928 udstedt af Kongressen blev Hünefeld og de to co-piloter tildelt den amerikanske ærestittel Distinguished Flying Cross.

### Verdensomflyvning
Senere samme år, den 18. september 1928 fløj von Hünefeld og den svenske pilot Karl Gunnar Lindner fra Berlin i flyet Europa i et forsøg på at flyve Jorden rundt. Efter ankomst til Tokyo den 20. oktober blev forsøget på at nå Jorden rundt indstillet grundet dårligt vejr og Hünefelds dårlige helbred.
Hünefeld døde i februar 1929 i Berlin af mavekræft og er begravet på kirkegården Landeseigener Friedhof Berlin-Steglitz.

## Literatur
- Wikimedia Commons har flere filer relateret til Ehrenfried Günther Freiherr von Hünefeld
- Kohl, Hermann (1928). The Three Musketeers Of The Air. Putnam.
- Walter, Friedrich (1929). Trutz Tod – Des jungen Hünefeld Werden und Weg. Ernte-Verlag Potsdam.
- Walter, Friedrich (1930). Hünefeld – Ein Leben der Tat. Ernte-Verlag Potsdam.
- Hofbauer, Michael; Leder, Dieter; Schmelzle, Peter (2003). Die Welt der Überflieger – 75 Jahre Nordatllantikflug Ost-West. Deutsche Post AG.
- Hotson, Fred W. Die Bremen. NARA-Verlag. ISBN 3-925671-22-6.
- Blendermann, Karl-August. Atlantikflug D 1167. Verlag Hauschild. ISBN 3-929902-71-0.